# 東京動物園協会
公益財団法人東京動物園協会（とうきょうどうぶつえんきょうかい）は、日本の公益財団法人で、東京都政策連携団体（建設局）。英語名は、TOKYO ZOOLOGICAL PARK SOCIETY（TZPS）。

## 概要
総裁は、常陸宮正仁親王。
現在では、上野動物園（台東区）、多摩動物公園（日野市）、井の頭自然文化園（武蔵野市）、葛西臨海水族園（江戸川区）の、東京都内にある都立の4施設の管理業務に携わっている。
2011年には、「東京動物園協会野生生物保全基金」を設置。野生生物保全活動の支援のため、助成金交付事業も開始した。

## 沿革
1947年（昭和22年）12月24日、任意団体として発足。
1948年（昭和23年）11月1日、財団法人設立の許可を得る。
2010年（平成22年）4月1日、公益財団法人へ移行した。

## 出版物
- 「上野動物園水族館ガイド」 東京動物園協会 ／ 1974
- 「昆虫の飼い方」 矢島稔/竹山のぼる ／ 1977/09
- 「多摩動物公園グラフ」 東京動物園協会 ／ 1978/05
- 「世界の動物分類と飼育」シリーズ 東京動物園協会など ／ （どうぶつ社）
- 「古代ローマモザイクの魚」 東京動物園協会 ／ （どうぶつ社）1992/09
- 「ジャイアントパンダの飼育 ― 上野動物園における20年の記録」 上野動物園 ／ 1995/05
- 「クリちゃんの動物園さんぽ」 根本進 ／ 1998/11
- 「パンダ―PLANET OF THE PANDA」 古川貴俊/パンダ研究所/東京動物園協会 ／ （求龍堂）1999/12
- 「しあわせ動物園―Remember your happy days」 東京動物園協会 ／ （求龍堂）2001/11
- 「はな子が逃げた ― 私の動物園史」 小森厚 ／ 2002/12
- 「動物たちの130年 ― 上野動物園のあゆみ」 小宮輝之/持丸依子 ／ （ハッピーオウル社）2012/03